# Al-Kahf

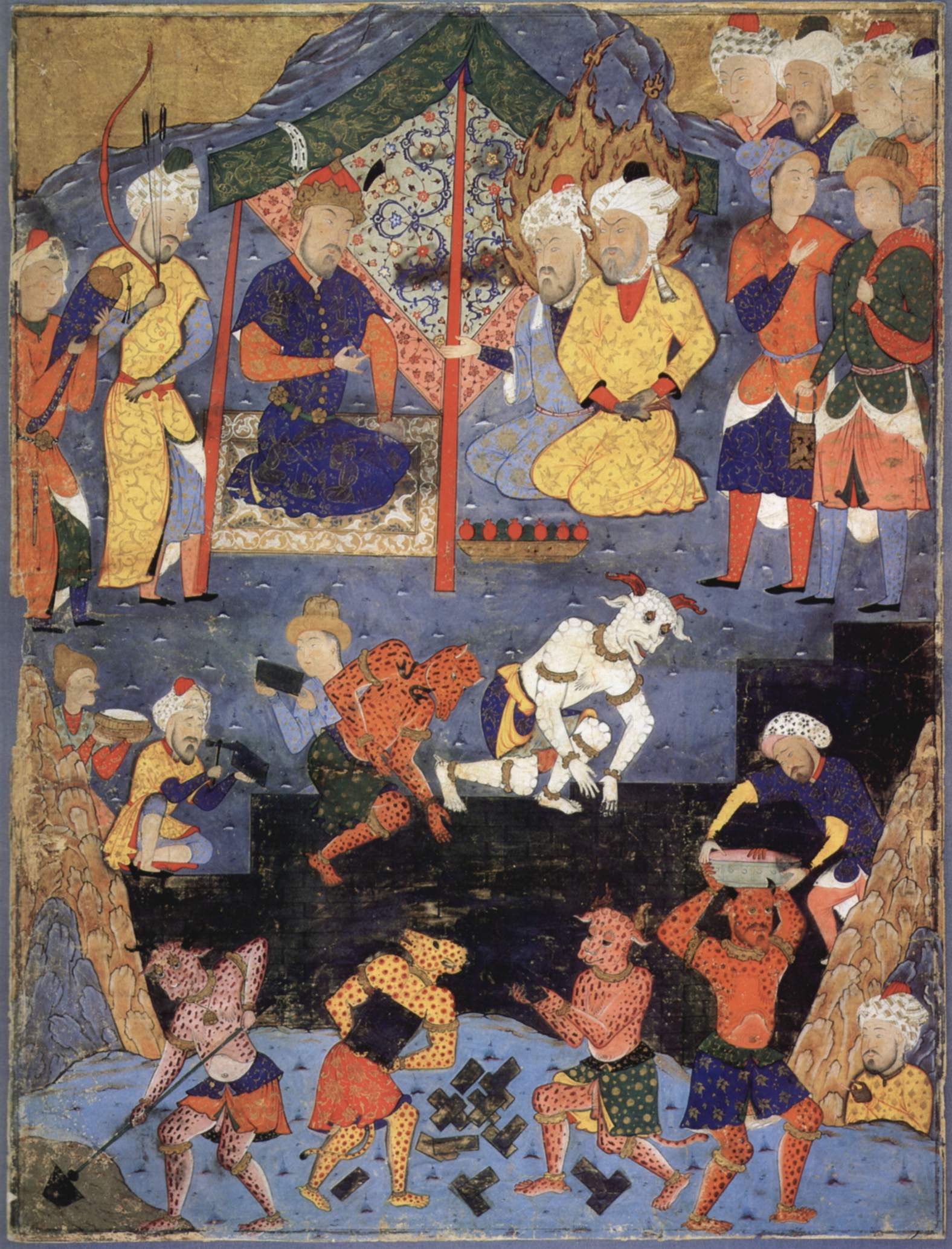
Dhū l-Qarnain beim Bau der Mauer im Kampf gegen Gog und Magog (Persische Miniaturmalerei 16. Jh.)

Al-Kahf (arabisch الكهف, DMG al-Kahf ‚Die Höhle‘) ist die 18. Sure des Korans, sie enthält 110 Verse. Sie wird mehrheitlich gegen das Ende der zweiten mekkanischen Periode datiert (615–620).
Nach einer Lobpreisung Gottes und des Buches umfasst der Hauptteil der Sure drei Geschichten: als erstes die Legende von den „Leuten der Höhle“, von der die Sure ihren Namen hat, bzw. von den sieben Schläfern von Ephesus (Verse 9–26). Vers 23–24 enthält die Verpflichtung, eine Aussage mit Bezug auf die Zukunft stets mit In schā' Allāh (so Gott will) abzuschließen. Eine Entstehungsgeschichte hierzu liefert Ibn Ishaqs Sirat Rasuhl Allah. So soll Mohammed aufgefordert worden sein, zum Beweis seines Prophetentums drei Fragen zu beantworten. Mohammed habe versprochen, dies am nächsten Tag zu tun, aber vergessen, diese Ankündigung mit „so Gott will“ einzuschränken. Aus diesem Grund habe es dann 15 Tage gedauert, bis ihm Gabriel die Sure al-Kahf mit den drei Antworten überbrachte.
Die Verse 60–98 enthalten zwei Erzählungen, die beide auf den Alexanderroman zurückgeführt werden. Die erste Erzählung (60–82) handelt von Mose und seinem namenlosen Begleiter, der als Moses spiritueller Lehrer auftritt und in der Tradition mit al-Chidr identifiziert wird. Der Hinweis auf den „Zusammenfluss der beiden Meere“ und auf die Quelle der Unsterblichkeit, die von Mose und seinem Lehrer verpasst wird (60–61), erinnert an die Episode mit Gilgamesch und Utnapischtim aus dem babylonischen Gilgamesch-Epos, seinerseits eine Quelle einiger legendenhaften Teile des Alexanderromans. Als zweite Erzählung schildern die Verse 83–98 Dhū l-Qarnain, ذو القرنين / ‚Der mit den zwei Hörnern‘, der von einigen muslimischen Kommentatoren mit Alexander dem Großen identifiziert wird und sich im Kampf gegen Gog und Magog bewährt. Die zwei Hörner werden unterschiedlich interpretiert: als die zwei Richtungen (Osten und Westen), die sein Reich erfasst hat, als die zwei Hörner auf seiner Krone, die zwei Haarzöpfe auf seinem Haupt oder auch als Symbol für die Kraft, mit der er die Völker unterwarf. Az-Zamachscharī erwähnt folgende Deutung: Die zwei Hörner sind die Gebiete der Griechen und Perser bzw. der Griechen und Türken.
Im restlichen Teil der Sure finden sich Themen der mekkanischen Predigt wieder: Mohammeds Treue zu seiner Sendung, Vergänglichkeit des Diesseits sowie Mahnungen an die Ungläubigen. Vers 109 schildert die Unbegrenztheit der Rede Gottes: „Wenn das Meer Tinte wäre für die Worte meines Herrn, würde das Meer versiegen, ehe die Worte meines Herrn versiegen“.